# Hylettus coenobita
Hylettus coenobita är en skalbaggsart som först beskrevs av Wilhelm Ferdinand Erichson 1847.  Hylettus coenobita ingår i släktet Hylettus och familjen långhorningar.
Artens utbredningsområde är:
- Costa Rica.
- Gabon.
- Guatemala.
- Guyana.
- Honduras.
- Nicaragua.
- Panama.
- Venezuela.

Inga underarter finns listade i Catalogue of Life.